# NGC 4919
NGC 4919 هي مجرة محدبة تبعد حوالي 270 مليون سنة ضوئية تقع في كوكبة الهلبة (كوكبة). تم اكتشافه من قبل عالم الفلك هاينريش دي أريست في 5 مايو 1864. وهو عضو في مجموعة عنقود كوما المجري.

## صوراخرى

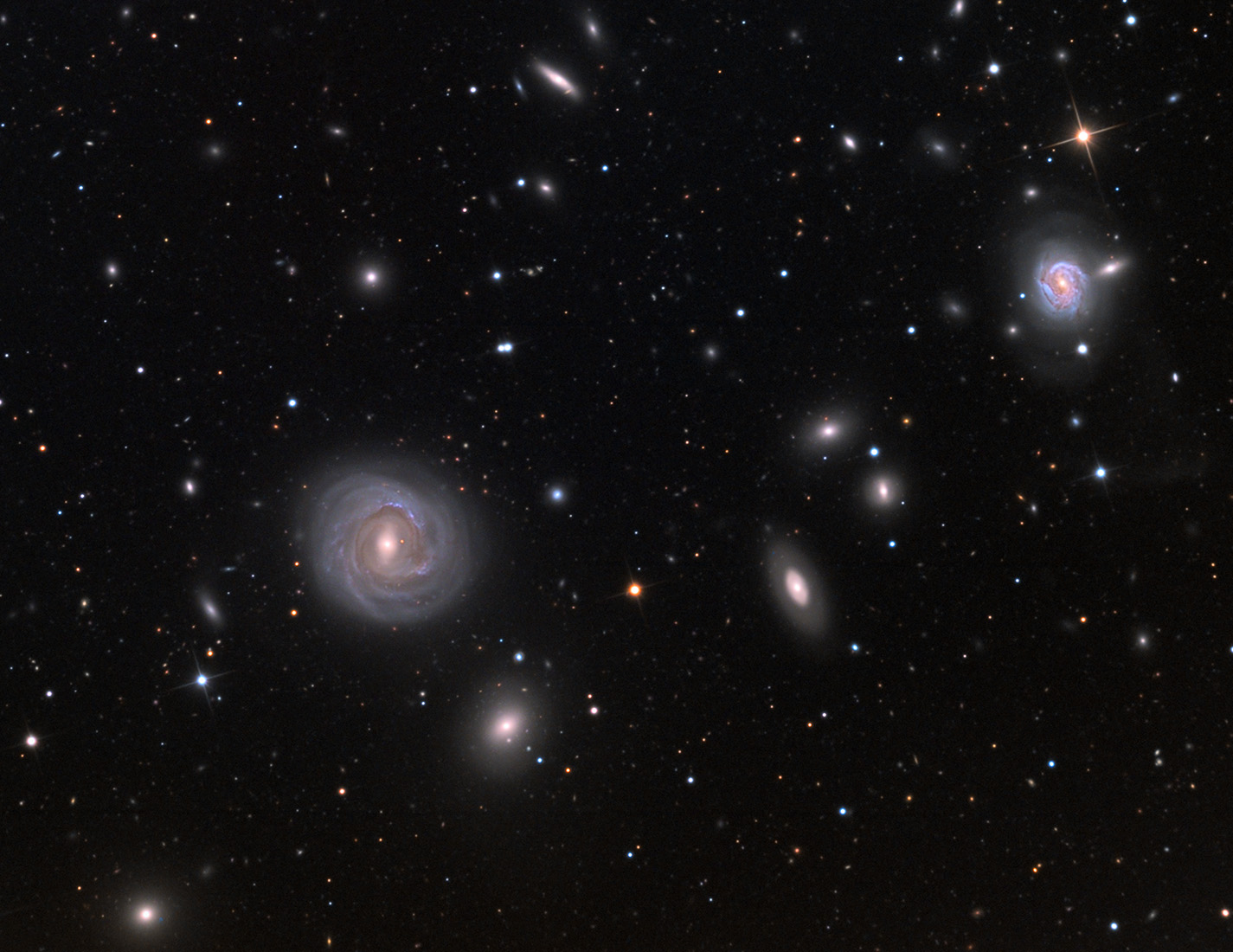
.

## وصلات خارجية
- NGC 4919 على موقع ويكي سكاي: DSS2, SDSS, GALEX, IRAS, Hydrogen α, X-Ray, Astrophoto, Sky Map, Articles and images